# Tall Rifaat
Tall Rifaat ou Tell Rifaat (en arabe : تل رفعت) est une ville du nord de la Syrie, à 40 kilomètres au nord d'Alep. Elle dépend administrativement du gouvernorat d'Alep et du district d'Azaz. Selon le recensement de 2004, la ville comptait alors une population de 20 514 habitants et selon le recensement de 2009, une population de 27 086 habitants.

## Géographie
Tall Rifaat se trouve dans la région du mont Siméon (dont c'est le tell le plus important). La ville est proche des localités d'Azaz au nord, Mari à l'est, Kafr Naya au sud, Deïr Djamal et Aqiba au sud-ouest et Ibbin à l'ouest. Elle est à 330 kilomètres au nord/nord-est de Damas et à une vingtaine de kilomètres de la frontière turque.

## Histoire

### Histoire antique
La localité est habitée depuis l'Âge de fer. Tell Rifaat est le lieu de la ville antique d'Arpad de l'époque assyrienne. Elle était également habitée du temps des Séleucides (IVe siècle av. J.-C. - 63 ap. J.-C.).

### Histoire récente
Au début de l'été 2012, les autorités gouvernementales (baassistes) sont chassées de la ville et remplacées par un conseil islamique sunnite formé d'anciens officiers de l'armée et d'opposants locaux au régime, dont certains sont juristes. Le conseil impose la loi de la chariah dans la zone. Le 8 août 2012, Tall Rifaat est attaqué par les forces aériennes syriennes, ce qui provoque la mort de six personnes, toutes membres de la famille Blaw. Selon ces opposants islamiques au régime, l'armée a l'intention de s'assurer le passage de la route entre Alep et Tall Rifaat. Mais en novembre 2013, le groupe État islamique d'Irak et du Levant défait les milices locales de l'armée syrienne libre qui assuraient l'approvisionnement en provenance de Turquie et s'empare de Tall Rifaat. Les hommes de l'EI en sont délogés après de durs combats en janvier 2014 par des rebelles du Front islamique, notamment ceux du Liwa al-Fatah qui sont majoritaires. Le chef de l'EIIL, Haji Bakr, est tué par les rebelles.
En février 2016, les troupes du régime progressent au nord d'Alep et arrivent à quelques kilomètres de Tall Rifaat. Le 15 février, la ville est prise aux rebelles par les Unités de protection du peuple (YPG) et Jaych al-Thuwar.
Le 2 décembre 2019, au moins onze civils, dont huit enfants, sont tués dans des bombardements turcs. « Les tirs d'artillerie des forces turques se sont abattus près d'une école, au moment où les enfants sortaient » de l'établissement, selon le directeur de l'Observatoire syrien des droits de l'homme, Rami Abdel Rahmane qui a également fait état de 21 blessés. La plupart des victimes sont des réfugiés kurdes qui s'étaient installés dans la ville  après avoir fui Afrine, située plus à l'ouest et conquise en 2018 par les forces d'Ankara. Après cette opération, le gouvernement turc avait menacé d'attaquer Tal Rifaat, mais un accord négocié avec la Russie avait permis d'éviter une offensive sur la ville. La Russie s'était engagée à obtenir un retrait de la milice kurde des Unités de protection du peuple.
Le 1er décembre 2024, l'Armée nationale syrienne soutenue par la Turquie a pris le contrôle de Tell Rifaat et des villages environnants lors de l'opération Aube de la Liberté. Cela a laissé la communauté kurde vivant dans cette zone isolée des autres régions kurdes voisines.